# Structure lymphoïde tertiaire
Ne doit pas être confondu avec Organes lymphoïdes tertiaires.
Une structure lymphoïde tertiaire (SLT) est un agrégat cellulaire riche en lymphocytes B, que l'on trouve à proximité de certaines tumeurs cancéreuses.
Les patients dont les tumeurs sont riches en SLT présentent un taux de survie supérieur à ceux dont les tumeurs en sont pauvres ou sont fortement vascularisées, et leur taux de réponse à l'immunothérapie par le pembrolizumab est également supérieur, d'environ 50 %. Une explication possible est que les lymphocytes B « apprennent » aux lymphocytes T cytotoxiques, via la production d'anticorps, à reconnaître les antigènes tumoraux.